# Station Sierck-les-Bains
Station Sierck-les-Bains is een spoorwegstation in de Franse gemeente Sierck-les-Bains.

## Treindienst
| Serie           | Treinsoort | Route                                                         | Bijzonderheden              |
| --------------- | ---------- | ------------------------------------------------------------- | --------------------------- |
| TER 86400 RE 16 | TER (SNCF) | Metz-Ville – Thionville – Sierck-les-Bains – Perl – Trier Hbf | rijdt alleen in het weekend |